# 시공사
시공사는 대한민국의 종합 출판사이다. 1989년 계간 오디오 전문 잡지 《스테레오사운드》 발간으로 첫 출판계에 뛰어들었고, 1990년 8월에 ㈜시공사로 법인 전환한 후 《아랍과 이스라엘》이라는 첫 단행본을 출간하며 본격적으로 출판 사업을 시작했다.

## 역사
- 1990년 8월 ㈜시공사 법인 설립. 인문서 《아랍과 이스라엘》 출간하며 단행본 도서 사업 진출
- 1993년 어린이 대상으로 한 《시공주니어》 브랜드 출범. 《네버랜드 그림책》 시리즈 출간 시작
- 1995년 《시공 디스커버리 총서》 시리즈 출간 시작
- 1996년 《무한질주》를 출간하며 만화 사업 진출
- 1999년 7월 격주간 순정 만화잡지 《케이크》, 12월 주간 소년 만화잡지 《쎈》을 창간하여 만화잡지 사업 진출
- 2000년 3월 라이프 스타일 매거진 월간 《까사리빙》 잡지 창간
- 2000년 11월 《쎈》 폐간, 격주간 준성인 만화잡지 《기가스》 창간
- 2002년 ~ 2004년 국내외 여행 가이드북 《저스트고》 시리즈 출간 시작
- 2002년 5월 《기가스》, 《케이크》폐간
- 2002년 6월 격주간 순정 만화잡지 《비쥬》 창간
- 2003년 5월 격월간 성인 만화잡지 《오후(O'Who)》 창간
- 2003년 10월 《비쥬》 월간으로 변경
- 2004년 10월 《오후(O'Who)》, 《비쥬》 폐간
- 2005년 ~ 2006년 시공주니어 《나니아 연대기》 출간, 《네버랜드 옛이야기》 시리즈 출간 시작
- 2009년 명품 시계 매거진 격월 《크로노스》 창간
- 2010년 임프린트 《지식채널》 브랜드 출범. 《세계문학의 숲》시리즈 출간 시작, 중고도서 《북아울렛》 파주 오픈
- 2011년 여성취미실용도서 《미호》, 경제경영도서 《알키》, 장르문학 《검은 숲》 브랜드 출범
- 2012년 《그레이의 50가지 그림자》국내 출간, 《시공 헤밍웨이 선집》출간
- 2014년 영국 감성 매거진 <CEREAL> 시리즈 발간
- 2015년 까사리빙 창간 15주년, 움베르토 에코 기획《중세》시리즈 발간
- 2016년 애도가와 란포 결정판 런칭, 카카오프렌즈 캐릭터 관련 도서 출시
- 2017년 네버랜드 세계의 걸작 그림책 250권 출간 , <무지개물고기> 시리즈 25주년 기념 <무지개 물고기와 특별한 친구> 출간 , MARVEL 전자책 런칭
- 2018년 움베르토 에코의 중세 컬렉션 세트(전4권) 출간
- 2019년 마블공식 스토어(Marvel Collection)인수

## 사업분야

### 도서출판
대표적 도서출판 브랜드로 《시공북스》, 《시공주니어》, 《지식채널》, 《시공아트》, 《검은 숲》, 《미호》, 《알키》, 《지식너머》 등을 제공하고 있으며, 출간하고 있는 주요 대표 시리즈로는 《시공디스커버리 총서 시리즈》, 《시공아트 시리즈》, 《세계문학의 숲》, 《시공그래픽노블》, 《시공 만화 디스커버리 시리즈》, 《저스트고》 여행 시리즈, 《네버랜드 아기 그림책 시리즈》, 《네버랜드 세계의 걸작 시리즈》, 《네버랜드 옛 이야기 시리즈》, 《네버랜드 생태/과학 시리즈》, 《네버랜드 클래식 시리즈》 등이 있다.

### 잡지출판
월간 생활 리빙 잡지 《까사리빙》, 격월 명품 시계 잡지 《크로노스》 등을 제공한다.